# Izaiáš Poustevník
Izaiáš Poustevník (také Izaiáš z Gazy, Abba Izaiáš, Izaiáš Nitrijský nebo možná i Izaiáš ze Scetis; ? – 11. srpna 491) byl křesťanský asketický spisovatel známý z Výroků pouštních Otců a různých palestinských miafyzitských zdrojů. Jeho poučení „Jak střežit mysl“ a další krátké texty jsou součástí Filokalie. Koptskou pravoslavnou církví je uctíván jako svatý.

## Život
Přestože působil v Gaze (jak uvádí Barsanufius z Gazy), vzešel Izajáš z egyptského mnišství. To vzniklo ve 4. století v cenobitských poustevnách na poušti Scetis, a tam někdy v první polovině 5. století také Izaiáš začínal jako mnich. Pak se přestěhoval do Palestiny.
Velká část Izaiášových známých textů jsou poučení pro mnichy a poustevníky. Dochovalo se jen velmi málo jeho spisů, protože většinu z nich zničili muslimové.
Izaiáš se také podílel na šíření křesťanství v Palestině. Byl také v kontaktu s intelektuály z města Gazy, jako byl Aeneas z Gazy, jeden z členů rétorské školy v Gaze, který s ním konzultoval spisy filozofů Platóna, Aristotela a Plotina. Stal se také blízkým přítelem Petra Iberského a pravidelně se s ním setkával.
Izaiáš zemřel 11. srpna 491 jako poustevník v klášteře poblíž Gazy.

## Dílo
Mnoho Izaiášových děl je ztraceno. Asketikon, sbírka asi 30 rozprav o křesťanském asketismu, byl obzvláště populární ve východní klášterní tradici a přežil v mnoha překladech do syrštiny (6. století), koptštiny (6. století), etiopštiny (8. století, překlad z koptštiny), arménštiny (8. století), arabštiny a gruzínštiny (ve které se dochovala pouze logoi 3, 7, 23 a 27). Syrská verze jeho Asketikonu, která je pouze částečným překladem původního řeckého textu, byla přeložena do francouzštiny.
Výňatky z jeho spisů jsou také zahrnuty ve Filokalii. Anglicky jeho texty vyšly pod názvem Book on Religious Exercises and Quiet.
Někteří učenci se domnívají, že Izajáš z Gazy a Izajáš ze Scetis byli ve skutečnosti dva různí lidé, přičemž Asketikon nejprve napsal Izajáš ze Scetis (zemřel počátkem 5. století) a později jej upravil Izajáš z Gazy (který zemřel roku 491).